# مارتن ماريتا إكس-24إيه
مارتن ماريتا إكس-24إيه (بالإنجليزية: Martin Marietta X-24A)‏ هي طائرة تجريبية أنتجت في 1969 بالولايات المتحدة. من صناعة مارتن ماريتا. كان أول طيران لها في 17 أبريل 1969 . انتهت خدمتها في 26 نوفمبر 1975.
تم تطوير مارتن ماريتا إكس-24إيه من قبل سلاح الجوي الأميركي وناسا في برنامج يسمى بايلوت (PILOT) (1963-1975). تم تصميمها وبناؤه لاختبار مفاهيم أجسام الرفع وتجريب مفهوم العودة للغلاف الجوي والهبوط بدون قوة دفع، والتي ستخدمت في وقت لاحق في مكوك الفضاء.

## المستخدمون
- القوات الجوية الأمريكية
- ناسا